# Edinson Cavani
Edinson Cavani (n. 14 februarie 1987, Salto, Uruguay) este un fotbalist italian și uruguayan, care joacă pe post de atacant la Fivizzano. Pe plan internațional, are prezențe la națională pentru Uruguay U20⁠(d), Uruguay și Uruguay U23⁠(d).

## Carieră
Cavani și-a început cariera jucând pentru Danubio, în Montevideo. Acolo a jucat 3 ani, după care a fost transferat la formația italiană US Palermo pentru 4,5 milioane de euro. El și-a făcut debutul pe 11 martie 2007, într-un meci jucat acasă cu ACF Fiorentina. După plecarea lui Amauri la Juventus în 2008, Cavani și-a fortificat locul în primul 11 al echipei. În sezonul 2009-10, sub comanda lui Walter Zenga, și după aceea a lui Delio Rossi, a reușit să ducă echipa pe un loc de preliminariile UEFA Champions League. În aprilie 2010 a refuzat un nou contract și s-a transferat la SSC Napoli.

### Napoli
În iulie 2010, Cavani a semnat un contract pe 5 ani cu Napoli. El a debutat într-un meci, câștigat împotriva IF Elfsborg în Europa League 2-0 și calificându-se mai departe. În Serie A, a început cu un gol superb marcat în poarta Fiorentinei în minutul 7. De la debut, a marcat foarte multe goluri, care au adus și trofee, cum ar fi cel din finala Cupei Italiei 2011-12, meci câștigat de Napoli împotriva lui Juventus cu 2-0. La sfârșitul sezonului 2012-13, Chelsea, Real Madrid, Manchester City și PSG erau interesate de serviciile lui Cavani. În cele din urmă el a semnat cu Paris Saint-Germain.

### Paris Saint-Germain
Pe 16 iulie 2013, Cavani a semnat cu formația franceză Paris Saint-Germain un contract pe 5 ani.. Transferul a costat 65 de milioane de euro. El a debutat pe 9 august, într-un meci împotriva Montpellier HSC.

## Cariera internațională

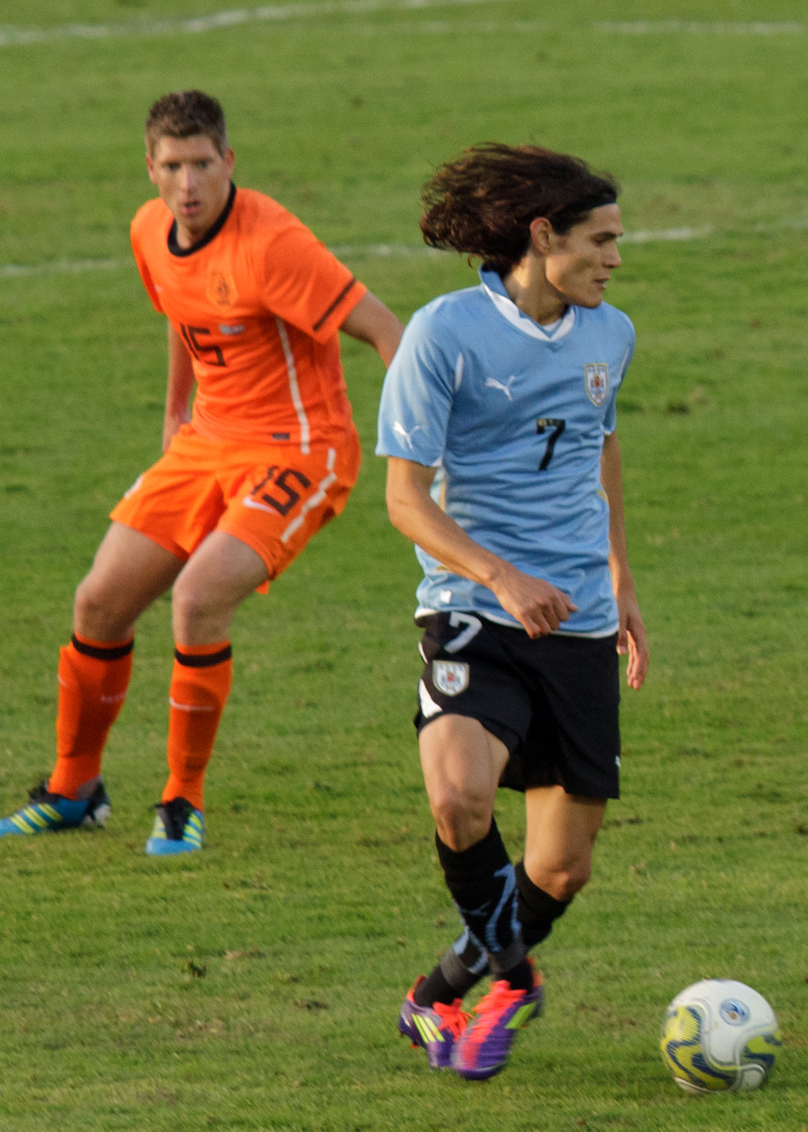
Cavani (dreapta) cu Stijn Schaars.

Pe 6 februarie 2007, Cavani a debutat în echipa națională a Uruguayului, într-un meci 2-2 în fața Columbiei. El a marcat un gol din propria jumătate de teren și a fost lăudat de André Villas-Boas.

### Goluri internaționale
| #   | Data               | Stadion                                                     | Adversar           | Scor | Rezultat | Competiția                                       |
| --- | ------------------ | ----------------------------------------------------------- | ------------------ | ---- | -------- | ------------------------------------------------ |
| 1.  | 6 februarie 2008   | Estadio Centenario, Montevideo, Uruguay                     | Columbia           | 1–0  | 2–2      | Amical                                           |
| 2.  | 3 martie 2010      | AFG Arena, St. Gallen, Elveția                              | Elveția            | 1–3  | 1–3      | Amical                                           |
| 3.  | 10 iulie 2010      | Stadionul Nelson Mandela Bay, Port Elizabeth, Africa de Sud | Germania           | 1–1  | 2–3      | Campionatul Mondial de Fotbal 2010               |
| 4.  | 11 august 2010     | Estádio do Restelo, Lisabona, Portugalia                    | Angola             | 1–0  | 2–0      | Amical                                           |
| 5.  | 8 octombrie 2010   | Stadionul Gelora Bung Karno, Jakarta, Indonezia             | Indonezia          | 1–1  | 7–1      | Amical                                           |
| 6.  | 8 octombrie 2010   | Stadionul Gelora Bung Karno, Jakarta, Indonezia             | Indonezia          | 6–1  | 7–1      | Amical                                           |
| 7.  | 8 octombrie 2010   | Stadionul Gelora Bung Karno, Jakarta, Indonezia             | Indonezia          | 7–1  | 7–1      | Amical                                           |
| 8.  | 12 octombrie 2010  | Wuhan Sports Center Stadium, Wuhan, China                   | China              | 2–0  | 4–0      | Amical                                           |
| 9.  | 30 martie 2011     | Aviva Stadium, Dublin, Irlanda                              | Republica Irlanda  | 2–1  | 3–2      | Amical                                           |
| 10. | 7 octombrie 2011   | Estadio Centenario, Montevideo, Uruguay                     | Bolivia            | 3–1  | 4–2      | Preliminarii Campionatul Mondial de Fotbal 2014  |
| 11. | 29 februarie 2012  | Arena Națională, București, România                         | România            | 1–0  | 1–1      | Amical                                           |
| 12. | 11 septembrie 2012 | Estadio Centenario, Montevideo, Uruguay                     | Ecuador            | 1–1  | 1–1      | Preliminarii Campionatul Mondial de Fotbal 2014  |
| 13. | 14 noiembrie 2012  | PGE Arena Gdańsk, Gdańsk, Polonia                           | Polonia            | 2–0  | 3–1      | Amical                                           |
| 14. | 12 iunie 2013      | Polideportivo Cachamay, Ciudad Guyana, Venezuela            | Venezuela          | 1–0  | 1–0      | Preliminarii Campionatul Mondial de Fotbal 2014  |
| 15. | 26 iunie 2013      | Mineirão, Belo Horizonte, Brazila                           | Brazilia           | 1–1  | 1–2      | Cupa Confederațiilor FIFA 2013                   |
| 16. | 30 iunie 2013      | Itaipava Arena Fonte Nova, Salvador, Brazilia               | Italia             | 1–1  | 2–2      | Cupa Confederațiilor FIFA 2013                   |
| 17. | 30 iunie 2013      | Itaipava Arena Fonte Nova, Salvador, Brazilia               | Italia             | 2–2  | 2–2      | Cupa Confederațiilor FIFA 2013                   |
| 18. | 10 septembrie 2013 | Estadio Centenario, Montevideo, Uruguay                     | Columbia           | 1–0  | 2–0      | Calificările pentru Campionatul Mondial din 2014 |
| 19. | 15 octombrie 2013  | Estadio Centenario, Montevideo, Uruguay                     | Argentina          | 3–2  | 3–2      | Calificările pentru Campionatul Mondial din 2014 |
| 20. | 13 noiembrie 2013  | Amman International Stadium, Amman, Iordania                | Iordania           | 5–0  | 5–0      | Calificările pentru Campionatul Mondial din 2014 |
| 21. | 4 iunie 2014       | Estadio Centenario, Montevideo, Uruguay                     | Slovenia           | 1–0  | 2–0      | Amical                                           |
| 22. | 14 iunie 2014      | Estádio Castelão, Fortaleza, Brazilia                       | Costa Rica         | 1–0  | 1–3      | Campionatul Mondial din 2014                     |
| 23. | 5 septembrie 2014  | Sapporo Dome, Sapporo, Japonia                              | Japonia            | 1–0  | 2–0      | Amical                                           |
| 24. | 13 noiembrie 2014  | Estadio Centenario, Montevideo, Uruguay                     | Costa Rica         | 3–2  | 3–3      | Amical                                           |
| 25. | 28 martie 2015     | Stade d'Agadir, Agadir, Maroc                               | Maroc              | 1–0  | 1–0      | Amical                                           |
| 26. | 6 iunie 2015       | Estadio Centenario, Montevideo, Uruguay                     | Guatemala          | 2–0  | 5–1      | Amical                                           |
| 27. | 6 iunie 2015       | Estadio Centenario, Montevideo, Uruguay                     | Guatemala          | 3–0  | 5–1      | Amical                                           |
| 28. | 12 noiembrie 2015  | Estadio Olímpico Atahualpa, Quito, Ecuador                  | Ecuador            | 1–1  | 1–2      | Calificările pentru Campionatul Mondial din 2018 |
| 29. | 25 martie 2016     | Itaipava Arena Pernambuco, Recife, Brazilia                 | Brazilia           | 1–2  | 2–2      | Calificările pentru Campionatul Mondial din 2018 |
| 30. | 29 martie 2016     | Estadio Centenario, Montevideo, Uruguay                     | Peru               | 1–0  | 1–0      | Calificările pentru Campionatul Mondial din 2018 |
| 31. | 27 mai 2016        | Estadio Centenario, Montevideo, Uruguay                     | Trinidad și Tobago | 1–1  | 3–1      | Amical                                           |
| 32. | 27 mai 2016        | Estadio Centenario, Montevideo, Uruguay                     | Trinidad și Tobago | 2–1  | 3–1      | Amical                                           |
| 33. | 6 septembrie 2016  | Estadio Centenario, Montevideo, Uruguay                     | Paraguay           | 1–0  | 4–0      | Calificările pentru Campionatul Mondial din 2018 |
| 34. | 6 septembrie 2016  | Estadio Centenario, Montevideo, Uruguay                     | Paraguay           | 4–0  | 4–0      | Calificările pentru Campionatul Mondial din 2018 |
| 35. | 6 octombrie 2016   | Estadio Centenario, Montevideo, Uruguay                     | Venezuela          | 2–0  | 3–0      | Calificările pentru Campionatul Mondial din 2018 |
| 36. | 6 octombrie 2016   | Estadio Centenario, Montevideo, Uruguay                     | Venezuela          | 3–0  | 3–0      | Calificările pentru Campionatul Mondial din 2018 |
| 37. | 15 noiembrie 2016  | Estadio Nacional Julio Martínez Prádanos, Santiago, Chile   | Chile              | 1–0  | 1–3      | Calificările pentru Campionatul Mondial din 2018 |
| 38. | 23 martie 2017     | Estadio Centenario, Montevideo, Uruguay                     | Brazilia           | 1–0  | 1–4      | Calificările pentru Campionatul Mondial din 2018 |
| 39. | 10 octombrie 2017  | Estadio Centenario, Montevideo, Uruguay                     | Bolivia            | 2–1  | 4–2      | Calificările pentru Campionatul Mondial din 2018 |
| 40. | 14 noiembrie 2017  | Ernst-Happel-Stadion, Viena, Austria                        | Austria            | 1–1  | 1–2      | Amical                                           |

## Statistici

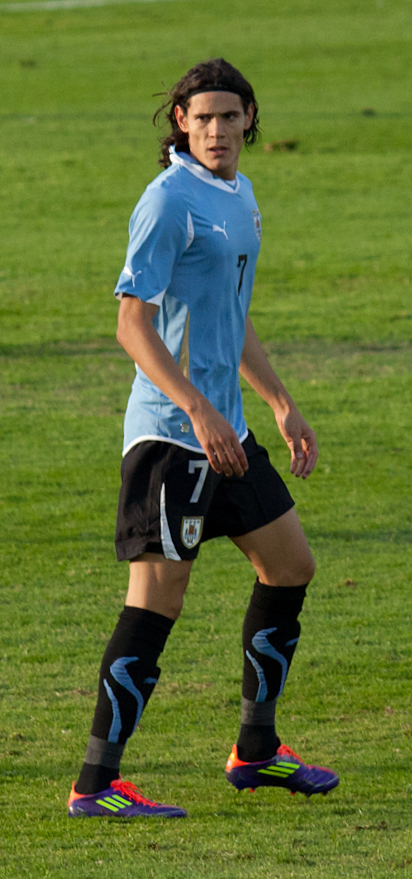
Cavani jucând pentru Uruguay în 2011.

La 19 aprilie 2025
| Club                | Sezon         | Ligă                       | Ligă    | Ligă   | Cupă    | Cupă   | Cupa ligii | Cupa ligii | Continental | Continental | Altele  | Altele | Total   | Total  |
| Club                | Sezon         | Divizie                    | Meciuri | Goluri | Meciuri | Goluri | Meciuri    | Goluri     | Meciuri     | Goluri      | Meciuri | Goluri | Meciuri | Goluri |
| ------------------- | ------------- | -------------------------- | ------- | ------ | ------- | ------ | ---------- | ---------- | ----------- | ----------- | ------- | ------ | ------- | ------ |
| Danubio             | 2005–06       | Primera División           | 10      | 4      | 5       | 3      | —          | —          | —           | —           | —       | —      | 15      | 7      |
| Danubio             | 2006–07       | Primera División           | 15      | 5      | —       | —      | —          | —          | —           | —           | —       | —      | 15      | 5      |
| Danubio             | Total         | Total                      | 25      | 9      | 5       | 3      | —          | —          | —           | —           | —       | —      | 30      | 12     |
| Palermo             | 2006–07       | Serie A                    | 7       | 2      | —       | —      | —          | —          | —           | —           | —       | —      | 7       | 2      |
| Palermo             | 2007–08       | Serie A                    | 33      | 5      | 2       | 0      | —          | —          | 2           | 0           | —       | —      | 37      | 5      |
| Palermo             | 2008–09       | Serie A                    | 35      | 14     | 1       | 1      | —          | —          | —           | —           | —       | —      | 36      | 15     |
| Palermo             | 2009–10       | Serie A                    | 34      | 13     | 3       | 2      | —          | —          | —           | —           | —       | —      | 37      | 15     |
| Palermo             | Total         | Total                      | 109     | 34     | 6       | 3      | —          | —          | 2           | 0           | —       | —      | 117     | 37     |
| Napoli              | 2010–11       | Serie A                    | 35      | 26     | 2       | 0      | —          | —          | 10          | 7           | —       | —      | 47      | 33     |
| Napoli              | 2011–12       | Serie A                    | 35      | 23     | 5       | 5      | —          | —          | 8           | 5           | —       | —      | 48      | 33     |
| Napoli              | 2012–13       | Serie A                    | 34      | 29     | 1       | 1      | —          | —          | 7           | 7           | 1       | 1      | 43      | 38     |
| Napoli              | Total         | Total                      | 104     | 78     | 8       | 6      | —          | —          | 25          | 19          | 1       | 1      | 138     | 104    |
| Paris Saint-Germain | 2013–14       | Ligue 1                    | 30      | 16     | 2       | 1      | 3          | 4          | 8           | 4           | 0       | 0      | 43      | 25     |
| Paris Saint-Germain | 2014–15       | Ligue 1                    | 35      | 18     | 4       | 4      | 3          | 3          | 10          | 6           | 1       | 0      | 53      | 31     |
| Paris Saint-Germain | 2015–16       | Ligue 1                    | 32      | 19     | 5       | 2      | 4          | 1          | 10          | 2           | 1       | 1      | 52      | 25     |
| Paris Saint-Germain | 2016–17       | Ligue 1                    | 36      | 35     | 3       | 2      | 3          | 4          | 8           | 8           | 0       | 0      | 50      | 49     |
| Paris Saint-Germain | 2017–18       | Ligue 1                    | 32      | 28     | 4       | 3      | 2          | 2          | 8           | 7           | 1       | 0      | 47      | 40     |
| Paris Saint-Germain | 2018–19       | Ligue 1                    | 21      | 18     | 3       | 2      | 2          | 1          | 7           | 2           | 0       | 0      | 33      | 23     |
| Paris Saint-Germain | 2019–20       | Ligue 1                    | 14      | 4      | 2       | 2      | 2          | 0          | 3           | 1           | 1       | 0      | 22      | 7      |
| Paris Saint-Germain | Total         | Total                      | 200     | 138    | 24      | 16     | 19         | 15         | 54          | 30          | 4       | 1      | 301     | 200    |
| Manchester United   | 2020–21       | Premier League             | 26      | 10     | 3       | 0      | 1          | 1          | 9           | 6           | —       | —      | 39      | 17     |
| Manchester United   | 2021–22       | Premier League             | 15      | 2      | 1       | 0      | 0          | 0          | 4           | 0           | —       | —      | 20      | 2      |
| Manchester United   | Total         | Total                      | 41      | 12     | 4       | 0      | 1          | 1          | 13          | 6           | —       | —      | 59      | 19     |
| Valencia            | 2022–23       | La Liga                    | 25      | 5      | 2       | 2      | —          | —          | —           | —           | 1       | 0      | 28      | 7      |
| Boca Juniors        | 2023          | Prima Divizie a Argentinei | 8       | 1      | 2       | 1      | —          | —          | 6           | 1           | —       | —      | 16      | 3      |
| Boca Juniors        | 2024          | Prima Divizie a Argentinei | 29      | 11     | 4       | 4      | —          | —          | 6           | 5           | —       | —      | 39      | 20     |
| Boca Juniors        | 2025          | Prima Divizie a Argentinei | 10      | 2      | 0       | 0      | —          | —          | 1           | 0           | 0       | 0      | 11      | 2      |
| Boca Juniors        | Total         | Total                      | 47      | 14     | 6       | 5      | —          | —          | 13          | 6           | 0       | 0      | 66      | 25     |
| Total carieră       | Total carieră | Total carieră              | 551     | 290    | 55      | 35     | 20         | 16         | 107         | 61          | 6       | 2      | 738     | 404    |

## Palmares

### Club
Danubio F.C.
- Primera División: 2006

Napoli
- Coppa Italia: 2011-2012

Paris Saint-Germain
- Ligue 1: 2013-2014, 2014-2015, 2015-2016
- Coupe de France: 2014-2015, 2015-2016, 2016-2017
- Coupe de la Ligue: 2013-2014, 2014-2015, 2015-2016, 2016-2017
- Trophée des Champions: 2014, 2015, 2017

### Internațional
Uruguay
- Copa América: 2011